# Thord Svedlund
Thord Svedlund is een Zweeds violist en dirigent.
Hij kreeg zijn muzikale opleiding in Zweden, Nederland en de Verenigde Staten. Svedlunds dirigeerdebuut vond plaats in 1991 met leden van het Göteborg Symfonieorkest in Mozarts Partita. Svedlund was vlak daarvoor als (tweede) violist opgenomen in dat orkest. Sindsdien heeft Svedlund leiding gegeven aan diverse symfonieorkesten in Scandinavië en daarbuiten.
In 1992 verscheen van hem een compact disc met fagotconcerten van Scandinavische oorsprong. Daarna wijdde hij zich een behoorlijke tijd aan de promotie van de vergeten Sovjet-componist Mieczysław Weinberg. Opnamen verschenen eerst bij het aan Rusland gelieerde platenlabel Olympia Compact Discs Ltd., maar later ook bij Chandos. Hij gaf tijdens de opnamen leiding aan diverse orkesten.
- Bibliothèque nationale de France: cb16193441f (data)
- International Standard Name Identifier: 0000 0000 7779 8189
- Library of Congress Control Number: n96024533
- MusicBrainz: b9661335-1afb-40e5-8894-87fe067c4126
- Nationale Bibliotheek van Israël: 987007332629605171
- Nationale Bibliotheek van Polen: a0000002659218
- Virtual International Authority File: 65083843
- WorldCat: E39PBJjmRJpG4bV9HbMJ4PFR8C